# Lucie Storchová
Lucie Storchová (* 1979) je výzkumná pracovnice Filosofického ústavu Akademie věd ČR a redaktorka mezinárodního časopisu Acta Comeniana: International Review of Comenius Studies and Early Modern Intellectual History.

## Profesní život
Doktorský titul získala na Fakultě humanitních studií Univerzity Karlovy (FHS UK) v Praze, kde přednáší historickou antropologii.
Mezi oblasti jejího profesního zájmu patří intelektuální dějiny raného novověku a teorie historické vědy. Zkoumá mimo jiné renesanční humanismus, raněnovověkou cestopisnou literaturu a transfery vědění. V letech 2002–2005 byla členkou prvního česko-německého Graduiertenkollegu Lebenswelte und Kommunikationsstrukturen im Mitteleuropa von 16. bis 19. Jahrhundert mezi Karlovou univerzitou v Praze a Universität des Saarlandes v Saarbrückenu. V letech 2006–2007 získala jako dosud jediná badatelka působící v ČR Promotionsstipendium od nadace Gerda Henkel Stiftung. 
Titul Ph.D. obhájila v roce 2009 v oboru antropologie, její disertační práce vyhrála Bolzanovu cenu udělovanou rektorem Univerzity Karlovy. Roku 2012 se stala držitelkou Wichterleho prémie. 
Jako hlavní editorka je podepsána pod příručkou Koncepty a dějiny. Proměny pojmů v současné historické vědě (Praha 2014), která v českém prostředí představuje první pokus o komplexní zmapování klíčových trendů a vývoje moderní světové historiografie a významně ovlivnila výuku historie na českých vysokých školách.
Vedle řady zahraničních institucí a projektů působí na Filosofickém ústavu AV ČR, Oddělení pro komeniologii a intelektuální dějiny raného novověku a na Katedře historických věd na FHS UK. K 1. květnu 2023 byla jmenována docentkou v oboru české dějiny; habilitovala se na Filozofické fakultě UK v Praze.

## Vybrané publikace
- Vaculínová, M. – Storchová, L. – Slavíková, M. – Neškudla, B. – Podavka, O. – Králová, M., Bohemian Editors and Translators at the Turn of the 16th Century. Turnhout: Brepols, 2021[1]
- Storchová, L. Řád přírody, řád společnosti: Adaptace melanchthonismu v českých zemích v polovině 16. století. Praha: Scriptorium 2021. ISBN 978-80-7649-000-0[2]
- Companion to Central and Eastern European Humanism: The Czech Lands. Vol. 2/ Part 1, ed. by Lucie Storchová. Berlin etc.: De Gruyter, 2020. ISBN 978-3-11-064642-9[3]
- Storchová, L. a kol., Koncepty a dějiny. Proměny pojmů v současné historické vědě. Praha: Scriptorium 2014. ISBN 978-80-87271-87-2[4]
- Ratajová, J. – Storchová, L. Děti roditi jest božské ovotce: Gender a tělo v českojazyčné babické literatuře raného novověku. Praha: Scriptorium, 2013. ISBN 978-80-87271-76-6[5]

## Ocenění
- Promotionsstipendium od nadace Gerda Henkel Stiftung[6]
- Bolzanova cena za disertační práci
- Wichterleho prémie